# Castleblayney Faughs
Il Castleblayney Faughs è un club irlandese di calcio gaelico e hurling da Castleblayney, Monaghan. Furono fondati nel novembre 1905 e prendono parte alle competizioni della contea di Monaghan. Il club ha il record della contea, a livello di calcio gaelico, per numero di titoli conquistati ed è anche la squadra in Irlanda ad avere vinto più titoli nella sua contea. Anche a livello di hurling la squadra detiene il record di vittorie della contea, ma a differenza della sezione di calcio gaelico, non si è mai aggiudicata il titolo provinciale.

## Palmarès generale
- Monaghan Senior Football Championship: 37
  - 1907, 1916, 1917, 1924, 1926, 1931, 1932, 1933, 1936, 1937, 1939, 1940, 1941, 1946, 1963, 1964, 1965, 1966, 1967, 1970, 1971, 1972, 1973, 1975, 1976, 1982, 1986, 1988, 1990, 1991, 1995, 1996, 1998, 1999, 2000, 2001, 2003
- Ulster Senior Club Football Championship: 3
  - 1917, 1986, 1991
- Monaghan Senior Hurling Championship: 25
  - 1913, 1917, 1919, 1920, 1943, 1955, 1957, 1963, 1974, 1977, 1979, 1988, 1989, 1992, 1994, 1999, 2000, 2001, 2002, 2004, 2005, 2006, 2007, 2008, 2009, 2011
- Ulster Junior Club Hurling Championship: 1
  - 2005
- Senior League: 15
  - 1931, 1938, 1939, 1941, 1948, 1960, 1961, 1962, 1971, 1974, 1994, 1995, 1996, 2000, 2001
- Senior League (Div 2): 2
  - 1938, 1961
- Junior Championship: 1
  - 1918
- Junior League: 1
  - 1953
- Reserve Championship: 11
  - 1972, 1974, 1977, 1979, 1996, 1997, 1998, 1999, 2009, 2010, 2011
- Reserve League: 12
  - 1960, 1964, 1965, 1967, 1971, 1973, 1975, 1981, 1994, 1995, 1996, 2010
- Under 21 (Div 1): 11
  - 1976, 1978, 1987, 1988, 1989, 1992, 1993, 1995, 2008
- Under 21 (Div 2): 1
  - 1991